# Gian Antonio Maggi
Gian Antonio Maggi (Milão, 19 de fevereiro de 1856 – Milão, 12 de julho de 1937) foi um matemático e físico italiano.

## Biografia
Estudou na Universidade de Pavia, com graduação (Laurea) em física em 1877 e em matemática em 1881, continuando seus estudos em Berlim com Gustav Kirchhoff. Após retornar foi assistente de física experimental em Pavia e obteve a habilitação em física teórica. Em 1886 foi professor de análise na Universidade de Messina, em 1895 professor de mecânica racional na Universidade de Pisa e de 1925 até aposentar-se em 1931 foi professor da Universidade de Milão, onde fundou em 1929 com Oscar Chisini e Giulio Vivanti o Instituto de Matemática.
Em 1910 foi eleito membro da Academia Nacional dos Linces e em 1936 da Academia Nacional das Ciências.
Foi palestrante convidado do Congresso Internacional de Matemáticos em Bolonha (1928).

## Obras
- Principi della teoria matematica del movimento dei corpi. 1896.
- Principi di stereodinamica. 1903.
- Geometria del movimento. 1914.
- Teoria fenomenologica del campo elettromagnetico. 1931.
- Dinamica dei sistemi; lezioni sul calcolo del movimento dei corpi naturali (Pisa: E. Spoerri, 1921).
- Dinamica fisica. Lezioni sulle leggi generali del movimento dei corpi naturali (Pisa: E. Spoerri, 1921).